# Бесплатная доставка
Бесплатная доставка — маркетинговая тактика, используемая как торговыми площадками, так и продавцами, в качестве стратегии продаж с целью завоевания клиентов.

## Модель онлайн-продаж
Интернет-магазины имеют значительное преимущество по сравнению с традиционными, «офлайн»-магазинами за счёт упрощенной модели продаж. Ввиду хранения товаров на складе и доставки товаров непосредственно к потребителю, устраняются значительные транспортные издержки как со стороны продавца (отправка товара в магазины), так и со стороны потребителя (поездка в магазин или на почту для получения).

## Доставка и сборы
Упрощенная бизнес-модель обеспечивает потенциально более низкие затраты или более высокую прибыль для поставщиков. Сначала продавец привлекает клиентов низкими ценами, демонстрируя более низкую стоимость за счёт снижения накладных расходов. Когда покупатель выражает интерес к покупке и добавляет её в «корзину», поставщик добавляет стоимость доставки, как и любые другие применимые сборы (в том числе и налоговые) к сумме заказа перед осуществлением процедуры оплаты. Поскольку продавец или торговая площадка могут выступать также и в качестве поставщика, вполне возможно, что стоимость доставки, наложенной на потребителя, будет отличаться от стоимости логистических издержек. Некоторые торговые площадки используют это как источник дохода, ещё сильнее увеличивая прибыль или позволяя продавцу рекламировать себя за счёт ещё более низких цен.
По данным ComScore, 65 % транзакций в сфере электронной коммерции в 4 квартале 2017 года в США были осуществлены с бесплатной доставкой. Более того, респонденты назвали бесплатную доставку (54 % упоминаний) наиболее важным фактором для покупки того или иного продукта. Следующими на очереди были эксклюзивные предложения (23 %), отсутствие налога с продаж (10 %), быстрая доставка (9 %) и самовывоз из магазина (5 %).
Множество покупателей воспринимают платную доставку как препятствие для покупки товара и причину для выхода из корзины перед покупкой. В 2018 году, 31,6 % респондентов помечали отсутствие бесплатной доставки в качестве основного барьера при совершении покупок в Интернете
Некоторые продавцы предлагают бесплатную доставку только для особых категорий товаров или при условии превышения определённого порога стоимости. Такой порог обычно устанавливается слегка выше средней стоимости заказа, таким образом мотивируя покупателей к крупноразмерным покупкам. Прибыль продавца увеличивается за счёт объёма, и, таким образом, продавцы могут частично компенсировать расходы на доставку.